# Oxford Advanced Learner's Dictionary
Oxford Advanced Learner's Dictionary là cuốn từ điển đầu tiên dành cho người học tiếng Anh cao cấp, xuất bản lần đầu năm 1948. Đây là cuốn từ điển tiếng Anh đồ sộ nhất của Nhà xuất bản Đại học Oxford dành cho độc giả không phải người bản xứ.

## Những lần xuất bản
Từ điển này được xuất bản lần đầu năm 1948 và ấn bản hiện hành là lần in thứ 10. Ngày nay từ điển này có cả phiên bản giấy và không có CD đã được thay bằng mã CODE để truy cập vào App OALD .(ISBN 0-19-479900-X). Từ điển MÃ CODE ĐỂ HỌC VÀ TRUY CẬP APP CHO TRA TỪ
- Ấn bản thứ nhất xuất bản lần đầu năm 1948
- Ấn bản thứ hai xuất bản lần đầu năm 1963
- Ấn bản thứ ba xuất bản lần đầu năm 1974
- Ấn bản thứ tư xuất bản lần đầu năm 1989
- Ấn bản thứ năm xuất bản lần đầu năm 1995
- Ấn bản thứ sáu xuất bản lần đầu năm 2000
- Ấn bản thứ bảy xuất bản lần đầu năm 2005
- Ấn bản thứ tám xuất bản lần đầu năm 2010
- Ấn bản thứ chín xuất bản lần đầu ngày 19 tháng 1 năm 2015
- Ấn bản thứ mười xuất bản lần đầu tháng 1 năm 2020